# Foot khối
Ft³ hay foot khối là một đơn vị đo lường thể tích thuộc hệ đo lường Anh-Mỹ (không thuộc hệ đo lường quốc tế SI) được sử dụng tại Hoa Kỳ, Canada và Vương quốc Anh. Nó được định nghĩa như là một hình khối có các cạnh dài một foot (0,3048 mét).

## Bảng so sánh
| 1 Ft³ hay foot khối | = 1728 in³                                  | = 1728 in³ |
| 1 Ft³ hay foot khối | =1⁄27 yard khối                             |            |
| 1 Ft³ hay foot khối | ≈ 0.037037 yard khối                        |            |
| 1 Ft³ hay foot khối | =0.028316846592 m³                          |            |
| 1 Ft³ hay foot khối | =28.316846592 lít                           |            |
| 1 Ft³ hay foot khối | =576⁄77 gallon chất lỏng tại Hoa Kỳ         |            |
| 1 Ft³ hay foot khối | =7480512⁄999999 gallon chất lỏng tại Hoa Kỳ |            |
| 1 Ft³ hay foot khối | ≈ 7.48051948 gallon chất lỏng tại Hoa Kỳ    |            |
| 1 Ft³ hay foot khối | = 73728⁄77 ounce chất lỏng tại Hoa Kỳ       |            |
| 1 Ft³ hay foot khối | ≈ 957.50649350 ounce chất lỏng tại Hoa Kỳ   |            |
| 1 Ft³ hay foot khối | ≈ 6.22883546 gallon của Anh                 |            |
| 1 Ft³ hay foot khối | ≈ 996.61367 ounce chất lỏng của Anh         |            |

## Ký hiệu
Không có ký hiệu hoàn vũ nào được đồng thuận nhưng các ký hiệu sau được dùng:
- cubic feet, cubic foot, cubic ft
- cu ft, cu feet, cu foot
- ft³, feet³, foot³
- feet^3, foot^3, ft^3
- feet/-3, foot/-3, ft/-3 ft